# Đá mạt vụn núi lửa

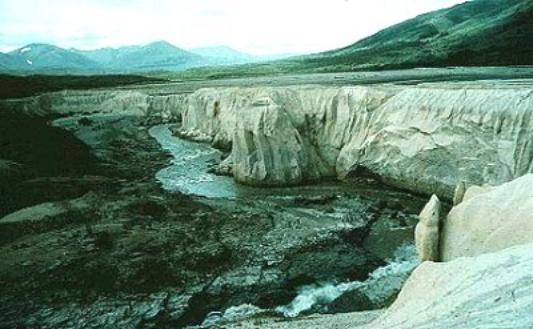

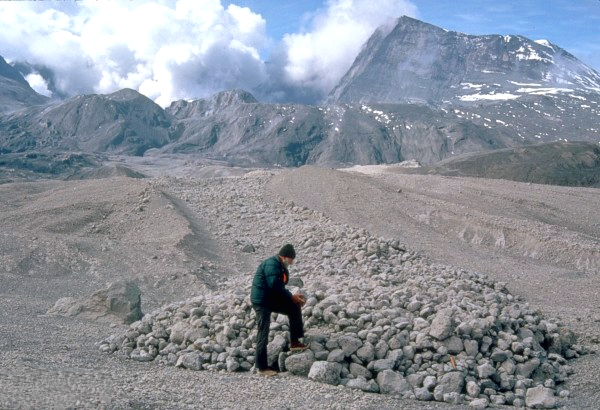
Nhà địa chất học của Cục Điều tra địa chất Hoa Kỳ kiểm tra khối đá của đá bọt ở cạnh ven của dòng mạt vụn núi lửa của núi St. Helens.

Đá mạt vụn núi lửa (chữ Anh: Pyroclastic rock hoặc pyroclastics) là nham thạch loại hình quá độ ở vào khoảng giữa dung nham của mắc-ma và đá trầm tích, trong đó thành phần chiếm 50% trở lên là vật chất do dòng mạt vụn núi lửa phun ra hợp thành, một ít mạt vụn núi lửa này chủ yếu là do dung nham mà ngưng kết vào thời kì đầu trên núi lửa hoặc nham thạch chung quanh đường thông suốt bị phá vỡ cắt xé ra vào lúc núi lửa phun ra mà hình thành, mạt vụn bao gồm mạt đá, mạt tinh thể, mạt gốc thủy tinh, mạt mắc-ma, hòn núi lửa (đường kính lớn hơn 100 mm), sỏi núi lửa (đường kính lớn hơn 2 mm) và tro núi lửa (đường kính nhỏ hơn 2 mm). Những mạt vụn này rơi xuống đến mặt đất hoặc đáy biển, trải qua cố kết rồi hình thành nham thạch, bởi vì núi lửa cũng có thể bạo phát ở đáy biển, cho nên đá mạt vụn núi lửa có cái lắng đọng trầm tích tướng đất liền cũng có cái lắng đọng trầm tích tướng biển.
Đá mạt vụn núi lửa nhiều lỗ, cho nên là tầng chất chứa dầu, chất khí và chất lỏng rất tốt, có tích chứa zeolit, bentonit, kaolinit và pyrophyllit, khoáng vật theo kèm có đồng, sắt, chì, kẽm, quặng pyrit, kali alum, v.v

## Khái quát
Đá mạt vụn núi lửa là đá nham thạch do vì các thứ vật chất mạt vụn mà phát sinh ở chỗ núi lửa phun bắn ra trải qua vận chuyển hoặc lắng đọng trầm tích với khoảng cách ngắn cho nên hình thành. Đá mạt vụn núi lửa là nham thạch loại hình quá độ của đá phun trào và đá trầm tích.
Nhìn về phương diện thành phần vật chất, đá mạt vụn núi lửa có quan hệ mật thiết với dung nham tương ứng, về phương diện không gian hai cái này cũng thường hay cộng sinh. Về phương diện cấu tạo kết cấu thì lại có chỗ tương tự với đá mạt vụn núi lửa, nhưng mà lại có rất nhiều khác biệt. Mạt vụn của đá mạt vụn núi lửa nhiều góc cạnh, tính phân tuyển rất kém, thành phần và kết cấu hoặc biến hoá cấu tạo rất lớn, thường thiếu tầng thớ ổn định. Thông thường nơi chứa đá mạt vụn núi lửa cần phải chiếm 50% trở lên của vật mạt vụn núi lửa.

## Hình thành
Phổ thông mà nói, nếu mắc-ma của núi lửa phun ra làm cho mắc-ma chứa giàu axít của silíc dioxide, độ nhớt của nó lớn nên không dễ chảy tràn ra ngoài một cách thông suốt và không có ngăn trở, do đó tức khắc sẽ có vật chất trạng thái khí nhiều tương xứng tụ tập ở bên trong đường thông suốt núi lửa.
Có lúc mắc-ma xâm nhập hướng về phía trên, gặp đến nước dưới đất cũng sẽ sản sinh chất khí số lượng nhiều; khi áp lực chất khí lớn đủ để nơi mặt trên của đỉnh nở ra che trùm vật chất, thì sẽ phát sinh bạo phát cực kì mãnh liệt; mắc-ma có chứa chất khí số lượng nhiều phun ra mặt ngoài đất, số lượng mạt vụn núi lửa nhiều, độ cao ném ra lớn và khu vực phân tán rộng, tro núi lửa mà độ hạt nhỏ có thể phun ra đến độ cao trên 20.000 mét.
Những mạt vụn núi lửa này sau khi rơi xuống đến mặt đất, có cái tụ tập ở sát gần núi lửa, có cái theo sau gió thổi trôi rơi xuống ở các nơi thế giới; những mạt vụn núi lửa này trải qua các loại tác dụng địa chất của mặt ngoài đất, cuối cùng hình thành đá mạt vụn núi lửa.

## Phân loại
Căn cứ vào kích cỡ hạt viên của mạt vụn, có thể chia làm mấy loại bên dưới:
| Đường kính hạt viên                            | Loại hình của mạt vụn núi lửa | Vật chất cố kết yếu hoặc không cố kết chủ yếu: Vật mạt vụn núi lửa | Vật chất cố kết chủ yếu: Đá mạt vụn núi lửa |
| ---------------------------------------------- | ----------------------------- | ------------------------------------------------------------------ | ------------------------------------------- |
| {\displaystyle >64mm}                          | Khối núi lửa, đạn núi lửa     | Đá khối tụ núi lửa                                                 | Đá khối tụ núi lửa, đá dăm kết núi lửa      |
| {\displaystyle 2<...<64mm}                     | Sỏi núi lửa                   | Sỏi núi lửa                                                        | Đá sỏi núi lửa, đá túp sỏi núi lửa          |
| {\displaystyle {\frac {1}{16}}=0,0625<...<2mm} | Tro núi lửa hạt to            | Tro núi lửa hạt to                                                 | Đá túp hạt to                               |
| {\displaystyle <{\frac {1}{16}}mm}             | Tro núi lửa hạt nhỏ           | Tro núi lửa hạt nhỏ                                                | Đá túp hạt nhỏ                              |

### Đá khối tụ núi lửa
Đá khối tụ núi lửa có đường kính lớn hơn 64 milimét và chiếm 1/5 trở lên của mạt vụn núi lửa, khu vực ven mạt vụn có góc cạnh. Thành phần đá khối tụ núi lửa chủ yếu là các loại khối đá của cơ tính vừa, khối dung nham cơ tính và đạn núi lửa lớn nhỏ bất nhất tích tụ chất đống mà thành, thường phân bố ở sát gần miệng núi lửa hoặc trong đường thông suốt núi lửa, có một số tích tụ chất đống ở nơi cách khá xa miệng núi lửa, do nơi có dòng dùng nham hoặc tro núi lửa gắn dính vào.

### Đá dăm kết núi lửa
Đá dăm kết núi lửa có đường kính ở vào khoảng giữa {\displaystyle 2\sim 64mm} và chiếm 1/3 trở lên của mạt vụn núi lửa. Đá dăm kết núi lửa chủ yếu là các loại đá vụn góc cạnh dung nham, cũng có thể do một ít đá vụn góc cạnh của nham thạch khác hợp thành, góc cạnh rõ ràng, tính phân tuyển kém, thông thường là nơi có tro núi lửa gắn dính vào.

### Đá túp
Đá túp, còn gọi là đá tro ngưng, chủ yếu do nham thạch của nơi mà tro núi lửa tạo thành tích tụ chất đống mà thành. Mạt vụn của nham thạch hợp thành khá nhỏ, nhỏ hơn 2 mm, hàm lượng vượt qua một nửa tổng số, thành phần của nó phần nhiều thuộc về thủy tinh núi lửa, mạt tinh thể khoáng vật và mạt đá, ngoài ra vẫn có một ít vật chất trầm tích. Mạt vụn cũng trở thành hình dạng góc cạnh. Do vật mạt vụn núi lửa nhỏ hơn (bụi núi lửa) và sản vật biến hoá thứ sinh của tro núi lửa - montmorillonit, clorit, zeolit, v.v gắn dính vào. Bởi vì bụi núi lửa thổi trôi ở trong không khí với khoảng cách có thể đến từ mấy chục đến mấy trăm kilômét, thậm chí mấy ngàn kilômét, cho nên đá túp thông thường tích tụ chất đống cách xa miệng núi lửa. Đá túp là thứ đá phân bố rộng nhất trong chủng loại đá mạt vụn núi lửa, tính phân tuyển khá kém, cấu tạo hình dạng tầng thông thường không rõ ràng.
Thành phần của đá túp biến hoá khá lớn, bởi vì độ hạt của đá túp khá nhỏ, độ rỗng cao, diện tích mặt ngoài của hạt viên lớn, cùng với mạt vụn không ổn định, cho nên dễ dàng phát sinh biến hoá thứ sinh. Sau khi đá túp cơ tính phân giải thì sản sinh các khoáng vật thứ sinh như clorit, canxit, kaolinit, montmorillonit, v.v Màu sắc của nham thạch phần nhiều lộ ra trắng tro, màu tro, cũng có loại màu vàng và màu đỏ đen.